# Rue Ernest-Renan (Toulouse)
Pour les articles homonymes, voir Rue Ernest-Renan.
La rue Ernest-Renan (en occitan : carrièra Ernest Renan) est une voie de Toulouse, chef-lieu de la région Occitanie, dans le Midi de la France.

## Situation et accès

### Description
La rue Ernest-Renan est une voie publique. Elle traverse les quartiers des Izards-Trois Cocus et de Borderouge.
La chaussée compte une voie centrale banalisée (CVCB), c'est-à-dire une voie de circulation automobile à double-sens encadrée d'une bande cyclable dans chaque sens. Elle appartient à une zone 30 et la vitesse y est limitée à 30 km/h.

### Voies rencontrées
La rue Ernest-Renan rencontre les voies suivantes, dans l'ordre des numéros croissants (« g » indique que la rue se situe à gauche, « d » à droite) :
1. Rue Marie-Claire-de-Catellan (g)
2. Avenue Maurice-Bourgès-Maunoury (d)
3. Rond-point Louis-Bréfeil
4. Rue Pradet (d)
5. Rue de Saragosse (d)
6. Cheminement Marguerite-Canal (g)
7. Rue Christine-de-Pisan (d)
8. Rue Loubiague (d)
9. Rue du Docteur-Paul-Voivenel
10. Impasse Vitry (g)
11. Chemin de Lanusse (d)
12. Place des Trois-Cocus (g)
13. Chemin d'Audibert (g)
14. Chemin des Izards (d)

### Transports
La rue Ernest-Renan est parcourue et desservie par la ligne de bus 41. Au nord, elle se trouve à proximité immédiate de la place Micouleau où débouche la station Trois-Cocus, sur la ligne  du métro, ainsi que les arrêts des lignes de bus 4160. Au sud, au carrefour de la rue Marie-Claire-de-Catellan et de la rue de Négreneys, se trouvera en 2028 la station Lycée Toulouse-Lautrec, sur la ligne de métro . On y trouve déjà les arrêts des lignes de bus 27415960.
Il existe plusieurs stations de vélos en libre-service VélôToulouse : les stations no 153 (12 avenue Maurice-Bourgès-Maunoury), no 244 (93 rue Ernest-Renan) et no 252 (161/163 rue de Négreneys).

## Odonymie

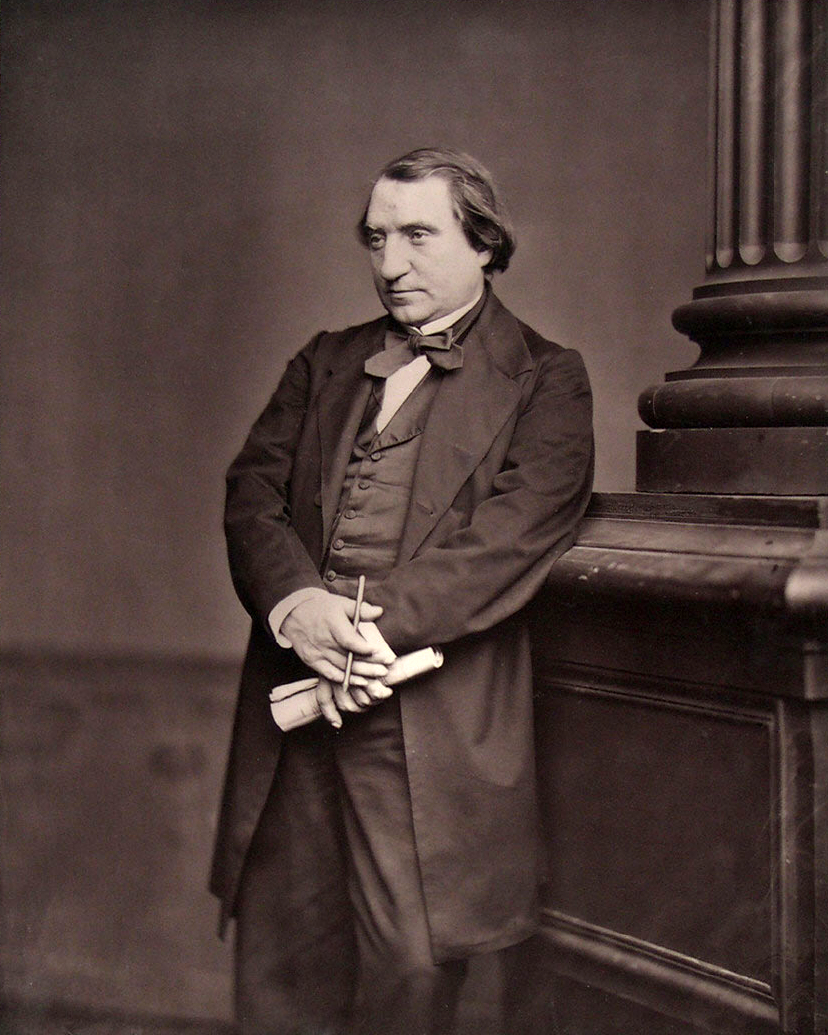
Portrait d'Ernest Renan par Antoine Samuel Adam-Salomon (vers 1876-1884, Art Institute of Chicago).

C'est par décision du conseil municipal d'Antoine Ellen-Prévot que la rue a, en 1937, pris le nom d'Ernest Renan (1823-1892), philosophe et écrivain, qui venait d'être attribué au groupe scolaire voisin (actuels no 1 place des Trois-Cocus et no 3-7 chemin d'Audibert). 
La rue portait cependant, depuis le XVIIe siècle, le nom de chemin des Izards qui a été conservé pour la voie qui la prolonge au nord. Il tenait ce nom d'un lieu-dit, la Croix-des-Izards, une croix de chemin qui se trouvait au carrefour du chemin de Boudou, à proximité d'une métairie que possédait la famille Izard. Le nom s'appliquait au XVIIIe siècle à tout le chemin, depuis son embranchement avec le chemin de Négreneys (actuelle rue de Négreneys).

## Patrimoine et lieux d'intérêt

### Fermes et maisons
- no  37 : ferme. 
La ferme est construite à la fin du XIXe siècle. La façade principale, orientée au sud, perpendiculairement à la rue Ernest-Renan, se développe sur cinq travées et deux niveaux, séparés par un cordon de brique, et encadrés par des pilastres à chapiteaux doriques. Au rez-de-chaussée, la porte est surmontée d'une corniche et encadrée de fenêtres rectangulaires. Le niveau de comble est éclairé par des fenêtres rectangulaires plus petites. L'élévation est surmontée d'une corniche moulurée. Au fond, les anciennes parties agricoles, situées dans le prolongement du logis, ont été profondément modifiées entre 1979 et 1983[3].

- no  38 : maison toulousaine. 
La maison, de style néo-classique, est construite dans la deuxième moitié du XIXe siècle. Elle est bâtie en brique et en galets, orientée au sud et perpendiculairement à la rue Ernest-Renan. Elle s'élève sur deux niveaux séparés par une fine corniche. Au rez-de-chaussée, la façade est symétrique, percée de fenêtres segmentaires. Le niveau de comble est aéré par des ouvertures mis en valeur par des ornements en terre cuite. Les élévations sont surmontées d'une large corniche moulurée[4].

- no  41 : ferme (deuxième moitié du XIXe siècle).
- no  53 : ferme Vitry (milieu du XIXe siècle)[5].
- no  86 : ferme (deuxième moitié du XIXe siècle).
- no  95 : ferme (1889)[6].
- no  97 : maison toulousaine[7].

### L'Imprimerie
La friche culturelle l'Imprimerie, est inaugurée en 2007 dans les bâtiments d'une ancienne imprimerie. Elle offre des studios d'enregistrement, des ateliers d'arts plastiques, des salles d'activités et accueille alors trois associations artistiques : BBB (Le Bond de la Baleine à Bosse), Music'Halle et KMK. Elle est par la suite gérée par le MAPCU (Mouvement associatif pour les cultures urbaines), une association créée en 2009. 

### Parcs et jardins
- skatepark et bikepark Ernest-Renan. 
Le skatepark et le bikepark Ernest-Renan sont aménagés sur des terrains laissés en friche entre la rue Ernest-Renan et les voies ferrées. Il est le seul équipement de ce type pour le secteur 3 - Nord. Cependant, dans le cadre de l'aménagement du Grand Matabiau, un projet de chaufferie biomasse est prévu à leur emplacement pour 2023-2024. Le skatepark devrait être déplacé plus au nord, le long du cheminement Marguerite-Canal[9],[10].

- cheminement Marguerite-Canal. 
Le cheminement Marguerite-Canal est tracé en 2007 à l'emplacement des terrains de la ferme Vitry, bâtie entre les XVIIIe et XIXe siècles, et démolie en 1992. Elle permet de rejoindre l'impasse Vitry et, au-delà, l'impasse Gaston-Planté qui aboutit à la route de Launaguet. Elle donne également accès à des espaces dévolus depuis 1997 à des jardins partagés, les Jardins cheminots du lac Pradet, sur une parcelle de 6 000 m² appartenant à la SNCF.